# Бхактичару Свами
Бхактича́ру Сва́ми (IAST: Bhakticāru Svāmī, англ. Bhakti Charu Swami; домонашеское имя — Кширачо́ра Гопина́тх(а) Да́с(а), IAST: Kṣirācora Gopīnātha Dāsa; имя при рождении — Кишо́р Дас, англ. Kishore Das; 17 сентября 1945, Кутхи, округ Комилла, Бенгалия, Британская Индия — 4 июля 2020, США) — кришнаитский религиозный деятель, ученик Бхактиведанты Свами Прабхупады один из руководителей Международного общества сознания Кришны (ИСККОН) где он исполнял обязанности гуру (1987—2020), и члена Руководящего совета (1977—2020).
Бхактичару Свами перевёл книги Бхактиведанты Свами Прабхупады на бенгали и выступил продюсером телесериала о его жизни «Абхай Чаран», который был показан на национальном индийском телевидении и имел большой успех в Индии. Бхактичару Свами также был членом консультативного совета I-Foundation — крупнейшей индуистской благотворительной организации в Великобритании.
Умер от осложнений, вызванных COVID-19.

## Биография

### Ранние годы
Кишор Дас родился 17 сентября 1945 года в бенгальском посёлке Кутхи (ныне в округе Комилла, Бангладеш) в индуистской семье Вскоре после раздела Британской Индии, Кишор вместе с семьёй переехал в Индию, в Калькутту, где и прошли его детство и юность. Кишор с отличием окончил Северо-Бенгальский университет, получив учёную степень бакалавра наук по химии. В 1970 году он также окончил курсы пилотирования в калькуттском лётном институте. Затем, для продолжения учёбы, он отправился в ФРГ, где параллельно с обучением в университете изучал индуистскую литературу. Осознав необходимость принятия гуру, Кишор занялся поисками духовного учителя. После прочтения книги «Нектар преданности» авторства основателя Международного общества сознания Кришны (ИСККОН) Бхактиведанты Свами Прабхупады, он заинтересовался гаудия-вайшнавским богословием и философией. В 1975 году Кишор вернулся в Индию, где, желая лично встретиться с Бхактиведантой Свами Прабхупадой, посетил мировую штаб-квартиру ИСККОН в Маяпуре. В 1976 году он присоединился к ИСККОН, принял монашеский образ жизни и поселился в Маяпуре, посвятив своё время духовному служению.

### Встреча с Прабхупадой. Принятие духовного посвящения и отречения
Бхактиведанта Свами Прабхупада (более известный как Прабхупада) прибыл в Маяпур в конце 1976 года. В ходе первой же встречи с образованным бенгальским юношей, Прабхупада попросил его заняться переводом вайшнавской литературы на бенгали и назначил его секретарём по делам ИСККОН в Индии. Несколько месяцев спустя, Прабхупада дал Кишоре духовное посвящение и санскритское имя «Кширачора Гопинатха Даса». Одновременно с первым посвящением, в исключительном порядке, Прабхупада дал своему юному ученику также и брахманическую инициацию, а спустя всего три месяца — посвятил его в санньясу (уклад жизни в отречении). Приняв отречение, Кширачора Гопинатх получил от своего гуру новое, монашеское имя «Бхактичару» и титул «свами». В последующие годы Бхактичару Свами перевёл на бенгали ряд кришнаитских священных текстов и комментарии Прабхупады к ним.

### Деятельность в руководстве ИСККОН. Вклад в развитие вайшнавского образования
В 1987 году Бхактичару Свами был избран инициирующим гуру и членом Руководящего совета ИСККОН. В 1989—1990 годах он исполнял обязанности председателя совета. В течение многих лет также занимал пост министра культуры и искусства ИСККОН. Содействовал развитию духовного образования в ИСККОН — был одним из основателей и первых преподавателей «Вайшнавского института высшего образования» во Вриндаване. В период с 1987 по 1988 год давал там курсы по вайшнавскому этикету, а в 1989 году — по «Брихад-бхагаватамрите».

### Телесериал «Абхай Чаран»
В 1996 году Бхактичару Свами в сотрудничестве с национальным индийским телевидением начал проект телесериала о жизни Бхактиведанты Свами Прабхупады. Телесериал, состоявший из 104 серий, получил название «Абхай Чаран» (по имени Прабхупады до принятия им санньясы), был показан на индийском национальном телевидении в лучшее эфирное время и имел большой успех в Индии. Впоследствии, телесериал был переведён на многие языки мира и вышел на экраны в ряде стран.

### Храм ИСККОН в Удджайне
В 2000-е годы Бхактичару Свами посвятил бо́льшую часть своего времени координированию строительства храма и ведического культурного центра в священном городе индуизма Удджайне. В феврале 2006 года там прошла торжественная церемония инаугурации нового храма, на которой присутствовали видные государственные деятели Индии и звёзды Болливуда. В храме имеются три алтаря, на которых установлены божества Радхи-Кришны (Шри Шри Маданамохана), Кришны-Баларамы, Чайтаньи и Нитьянанды (Шри Шри Гаура-Нитай).
Под руководством Бхактичару Свами, храм ИСККОН в Удджайне ежедневно раздаёт бесплатные вегетарианские обеды 23 000 учащимся городских школ. Для того, чтобы облегчить приготовление еды для такого большого количества детей, при храме была построена огромная индустриальная кухня площадью в 560 м². В будущем, Бхактичару Свами планировал значительно расширить благотворительную программу и кормить более 100 тыс. детей в день.

### Переводческая деятельность
Бхактичару Свами перевёл с английского на бенгали ряд книг Бхактиведанты Свами Прабхупады и трудов средневековых кришаитских богословов. В частности, это «Бхагавата-пурана» в переводе с санскрита и с комментариями Прабхупады, «Бхакти-расамрита-синдху» Рупы Госвами и др.

### Смерть
Бхактичару Свами умер 4 июля 2020 года в одном из госпиталей Флориды. Причиной смерти стали осложнения, вызванные COVID-19.

## Публикации
- Bhakti Cāru Swami. The Pada-Yatra of Sri Chaitanya Mahaprabhu (англ.) // Edmund Weber, Tilak Raj Chopra Shri Krishna Caitanya and the Bhakti Religion. — New York: Peter Lang, 1988. — P. 13—22. — ISBN 3820411917.
- Bhakti Cāru Swami. Introduction (англ.) // Bhaktivedanta Swami Prabhupāda Renunciation Through Wisdom. — Los Angeles: Bhaktivedanta Book Trust, 1992. — ISBN 094725904X.
- Bhakticāru Swami. Śrīla Prabhupāda's Sister Passes Away // Back to Godhead. — Philadelphia, PA: Bhaktivedanta Book Trust, 1980. — Т. 15, № 5. — С. 11. — ISSN 0005-3643.
- Bhakticāru Swami. What's so Special About God's Names? // Back to Godhead. — Philadelphia, PA: Bhaktivedanta Book Trust, 1988. — Т. 23, № 1. — С. 32—33, 35. — ISSN 0005-3643.
- Bhakticāru Swami. The Flowering of Consciousness // Back to Godhead. — Philadelphia, PA: Bhaktivedanta Book Trust, 1988. — Т. 23, № 2—3. — С. 15—16, 24. — ISSN 0005-3643.